# Sapromyza griseadorsalis
Sapromyza griseadorsalis är en tvåvingeart som beskrevs av Malloch 1926. Sapromyza griseadorsalis ingår i släktet Sapromyza och familjen lövflugor. Inga underarter finns listade i Catalogue of Life.